# Czaple Stare
Czaple Stare (niem. Alt Tschapel, 1936-1945 Stobertal) – wieś w Polsce położona w województwie opolskim, w powiecie kluczborskim, w gminie Kluczbork. 
W latach 1975–1998 miejscowość położona była w województwie opolskim.